# Neoscona bucheti flexuosa
Neoscona bucheti là một phân loài nhện trong họ Araneidae.
Loài này thuộc chi Neoscona. Neoscona bucheti flexuosa được Roger de Lessert miêu tả năm 1930.